# Gibraltar (herrgård)

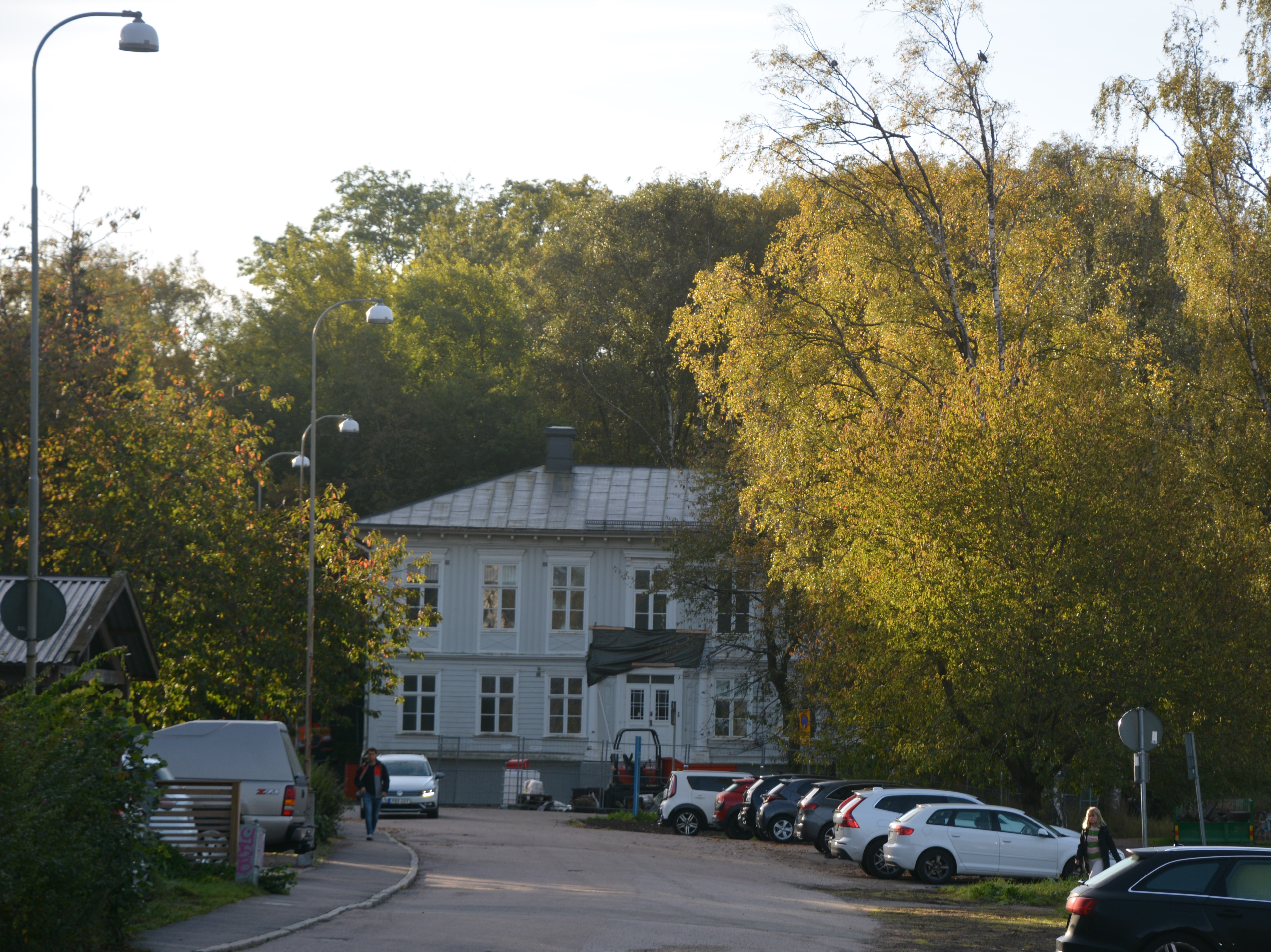
Gibraltar herrgård efter flytt till Orrspelsgatan, 2024

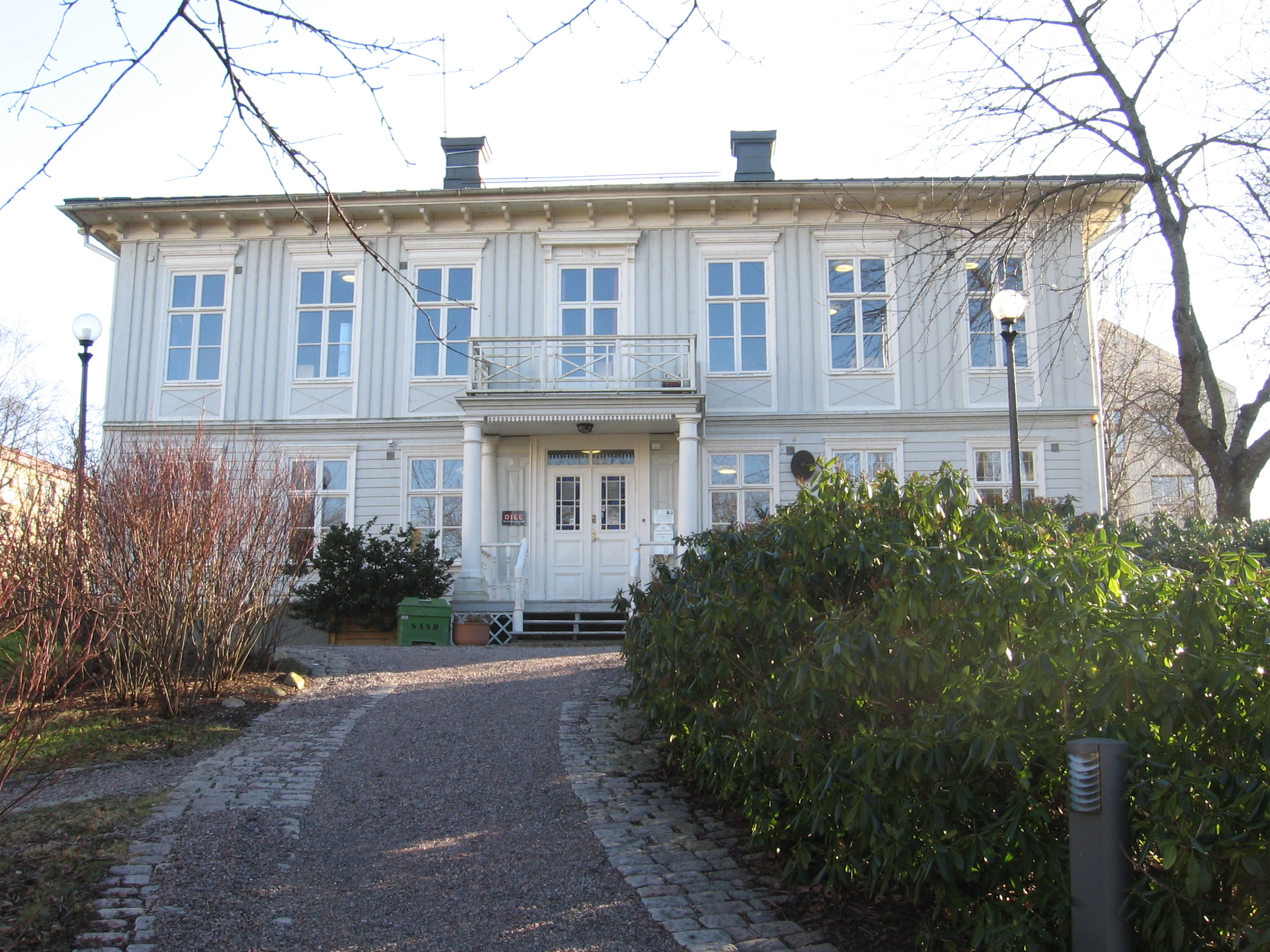
Norra fasaden på Gibraltar herrgård på dess tidigare plats, sedd från Gibraltarvallen.

Gibraltar, eller Gibraltar herrgård, är en herrgård för familjen Chalmers i Örgryte socken i Göteborg och har givit namn åt Gibraltargatan. Herrgården med tillhörande mark förvärvades av Göteborgs stad 1876. Det har senare ägts av Akademiska hus och ägs sedan 2014 av HSB Göteborg. 
Den bevarade två våningar höga huvudbyggnaden i empirstil, i trä på torpargrund, uppfördes 1847. Den är sedan 2024 belägen vid Orrspelsgatan söder om Chalmers Campus Johanneberg. 
Byggnaden har använts av av Göteborgs stad för olika ändamål. En tidigare förvaltarbostad uppläts som kårhus för Chalmersstudenterna mellan 1948 och 1952. Den gick då under benämningen "lopphuset" efter att tidigare ha använts av Anticimex. 
Den 1 november 1945 förvärvades fastigheten av Chalmers för 4 420 kronor. Avsikten var att riva huset för att bygga ett nytt bibliotek på tomten. Detta blev inte av, utan byggnaden inreddes till arkitektkontor. Eftersom byggnaden stod på mark som behövdes för breddandet av Gibraltargatan, flyttades den 1974 cirka 400 meter söderut från sin ursprungliga plats vid Chalmers tvärgata till Gibraltargatan 17. Chalmers använde herrgården dels som kurslokal för internutbildning, dels för mottagningar av olika slag. Sedan 2008 är det bland andra fem researrangörer som sitter på Gibraltar herrgård, men byggnaden inrymmer även det italienska konsulatet. Gibraltar herrgård är listad som kulturhistoriskt värdefull av Byggnadsstyrelsen.

## Flytt 2024
Den 28 juni 2024 flyttades byggnaden för andra gången för ge utrymme för utveckling av området Gibraltarvallen. Denna gången skedde förflyttningen omkring 500 meter söderut till Orrspelsgatan 16 vid Mossens idrottsplats. Medan byggnaden delades i två delar vid flytten 1945, skedde flytten denna gång med huset i ett stycke. Detta skedde med en speciell trailer i en hastighet av 0,1 kilometer/timme..